# Bol d'encantament
Els Bols d'Encantament (“Incantation bowls”, en anglès) o Bols d'Encantament Arameus ("Aramaic Incantation Bowls", en anglès) són artefactes, principalment de ceràmica però també d'altres materials, originaris de la Mesopotàmia, Síria i Palestina de l'antiguitat tardana. Es caracteritzen per contenir inscripcions en arameu amb una finalitat màgica, principalment de caràcter protector contra malediccions i altres perills.

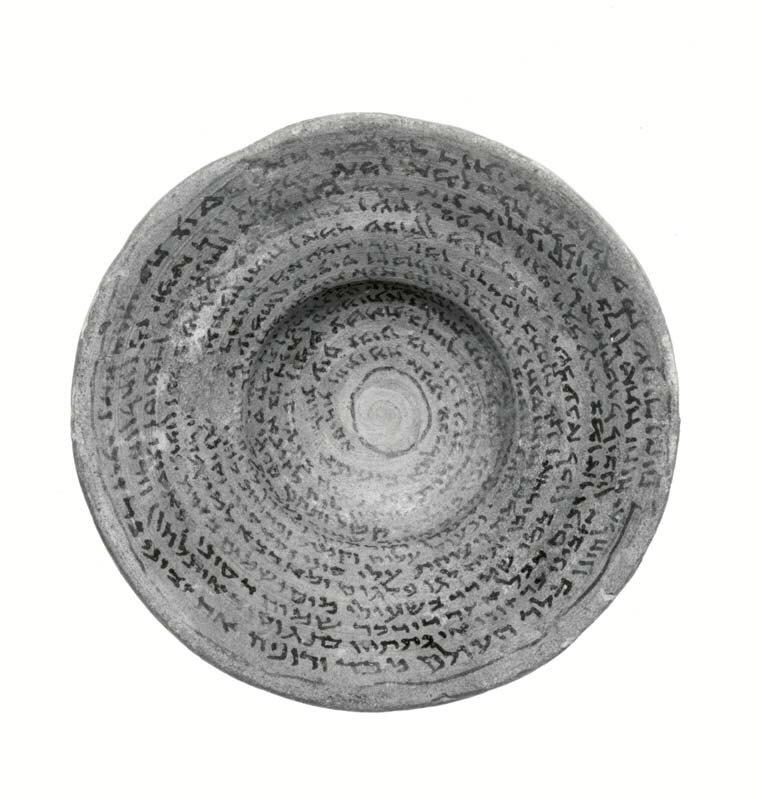
Bol d'encantament amb una inscripció en arameu

## Context històric i cultural
Els Bols d'Encantament arameus s'emmarquen principalment en el context històric i cultural de la Mesopotàmia, Síria i Palestina de l'antiguitat tardana. Aquests objectes es van produir i utilitzar durant un període aproximat comprès entre els segles V i VIII dC.
Les civilitzacions que feien ús d'aquests bols eren les comunitats que parlaven arameu o dialectes d'aquest a la regió que compren tot l'Orient Mitjà, com Babilònia fa aproximadament 1400 anys, segons algunes interpretacions de les inscripcions. És per això que les podem relacionar culturalment amb el Talmud de Babilònia.
Tot i que les inscripcions són en arameu, les persones que els utilitzaven no eren necessàriament d'una única religió o ètnia, ja que es troben elements que suggereixen influències de diverses creences i pràctiques màgiques. Es creu la possibilitat de la participació d'arameus, cristians sirians, mandaics i zoroastrians babilonis.

### Funció i ús
La funció principal dels bols d'encantament era màgica, sovint per protegir contra malediccions, mals esperits i altres forces negatives, sigui a una persona o una llar. Eren enterrats cap per avall i a vegades un dins de l'altre segellats, sota les terres de les cases en llocs estratègics com sota els llindars de les portes o a les cantonades de les habitacions, es creu que formava part del seu enterrament màgic.

### Distribució geogràfica
Tot i que les principals troballes són a la regió de Mesopotàmia, hi ha ciutats més específiques com Nippur, un dels llocs més importants on s'han trobat molts exemplars de textos d'encantament arameus. Altres jaciments arqueològics on s'han trobat restes de bols d'encantament són:
- Abu Shahr (prop de Bàssora)
- Bismaya (Adab)
- Tell Dhahab (prop de Khanikin)
- Kirkuk

## Tècniques d'elaboració
Es creu que eren produïts per escribes amb coneixements de les fórmules i tècniques d'escriptura ritual. Es fabricaven principalment amb fang cuit o mig cuit i normalment eren de la mida d'un bol de cereals. Un dels trets distintius en la seva producció era la manera en què es realitzaven les inscripcions. Aquestes es feien en forma d'espiral cap al centre amb una incisió lleugerament enfonsada al fang encara tou, aprofitant la plasticitat física temporal del material.

### Textos i inscripcions
Les inscripcions contenen els noms dels clients, els seus problemes, les seves famílies i les forces o deïtats que invocaven.
Es troba una freqüent utilització de la "fórmula d'athbash" com un exemple d'ús de criptografia en els textos d'encantament. Aquesta tècnica implica la substitució de la primera lletra de l'alfabet per l'última, la segona per la penúltima, i així successivament. S'observen seqüències de lletres com "dll qll", on es diu que utilitza la primera lletra de cada paraula per lletrejar la paraula 'qd' (rectitud), o repeticions com "yyy yy yy" i "nnnn nnnn" que no s'acaba de saber el significat. En alguns casos, es troben figures de lleons alats i llops, representant un dimoni.
La dificultat en la interpretació d'aquestes inscripcions sorgeix que moltes estan esborrades o són il·legibles. També la presència de paraules estranyes i combinacions de lletres sense sentit aparent, o una llengua que no sembla reconeixible. A part els escribes podien cometre errors d'ortografia o utilitzar formes fonètiques diferents. Alguns investigadors destaquen la importància de considerar el context cultural i religiós en què van sorgir aquests bols.

## Conservació
La col·lecció de bols de la Universitat de Pensilvània és especialment important, ja que gran part prové de les excavacions documentades a Nippur, que van començar el 1888. El primer text acadèmic crític sobre els bols d'encantament, "Aramaic Incantation Texts from Nippur", 1910, era de James Montgomery, clergue i exprofessor de la Universitat de Pensilvània, i es va basar en aquesta col·lecció. Altres exemplars molt importants es conserven actualment al Museu Britànic de Londres (British Museum), on es troba una gran col·lecció de bols, però també en podem trobar al Museu Arqueològic d'Istanbul (Istanbul Archaeological Museums) i al Museu Nacional de l'Iraq (Iraq Museum), situat a Bagdad.